# イジー (マスコット)
イジー（英語: Izzy）は1996年アトランタオリンピックの公式マスコットである。

## Izzy's Quest for Olympic Gold
1995年から96年にかけて、Izzy's Quest for Olympic Goldというイジーを主人公にしたテレビアニメがFilm Romanによって作られ、ターナー・ネットワーク・テレビジョンにより放送された。登場人物は1996年アトランタオリンピックの公式マスコットキャラクターであるイジーとブレイズである。